# 384e régiment d'infanterie
Le 384e régiment d'infanterie de marche est un régiment d'infanterie constitué en 1914. Il est issu du 184e régiment d'infanterie ; à la mobilisation, chaque régiment d'active créé un régiment de réserve dont le numéro est le sien majoré de 200.

## Création et différentes dénominations
- Août 1914: 384e Régiment d'Infanterie

## Drapeau
Batailles inscrites sur le drapeau.
Décorations décernées au régiment

## Historique des garnisons, combats et batailles du384eRI

### Première Guerre mondiale
Affectations:
- 1er Corps d'Armée en août 1914

## Faits d'armes faisant particulièrement honneur au régiment
(*) Bataille portée au drapeau du régiment.